# Liste von Völkern in Russland
Dies ist eine Liste von Völkern in Russland. Ihre Einteilung nach Völkern, Ethnien beziehungsweise Subethnien entspricht der Systematik der letzten in der Russischen Föderation durchgeführten Volkszählung vom 14. bis 25. Oktober 2010.
| Volksgruppe               | Anzahl      | Anteil | Hauptsiedlungsgebiet in Russland                            | Historische Bezeichnung |
| ------------------------- | ----------- | ------ | ----------------------------------------------------------- | ----------------------- |
| Russen                    | 111.016.896 | 80,9 % |                                                             |                         |
| Tataren                   | 5.310.649   | 3,9 %  | Tatarstan, Baschkortostan                                   |                         |
| Ukrainer                  | 1.927.888   | 1,4 %  |                                                             |                         |
| Baschkiren                | 1.584.554   | 1,15 % | Baschkortostan, Tscheljabinsk                               |                         |
| Tschuwaschen              | 1.435.094   | 1,05 % | Tschuwaschien, Tatarstan, Baschkortostan, Uljanowsk, Samara |                         |
| Tschetschenen             | 1.431.360   | 1,04 % | Tschetschenien                                              |                         |
| Armenier                  | 1.182.388   | 0,86 % | Krasnodar, Stawropol, Moskau, Rostow                        |                         |
| Awaren                    | 912.090     | 0,66 % | Dagestan                                                    |                         |
| Mordwinen                 | 744.237     | 0,54 % | Mordwinien, Samara, Pensa                                   |                         |
| Kasachen                  | 647.732     | 0,47 % | Astrachan, Orenburg, Omsk, Saratow                          |                         |
| Aserbaidschaner           | 603.070     | 0,44 % | Dagestan, Moskau, Tjumen                                    |                         |
| Darginer                  | 589.386     | 0,43 % | Dagestan, Stawropol                                         |                         |
| Udmurten                  | 552.299     | 0,40 % | Udmurtien                                                   | Wotjaken                |
| Mari                      | 547.605     | 0,40 % | Mari El, Baschkortostan                                     | Tscheremissen           |
| Osseten                   | 528.515     | 0,38 % | Nordossetien-Alanien                                        |                         |
| Belarussen                | 521.443     | 0,38 % |                                                             |                         |
| Kabardiner                | 516.826     | 0,38 % | Kabardino-Balkarien                                         |                         |
| Kumyken                   | 503.060     | 0,37 % | Dagestan                                                    |                         |
| Jakuten (Sacha)           | 478.085     | 0,35 % | Sacha                                                       |                         |
| Lesgier                   | 473.722     | 0,34 % | Dagestan                                                    |                         |
| Burjaten                  | 461.389     | 0,34 % | Burjatien, Irkutsk, Transbaikalien                          |                         |
| Inguschen                 | 444.833     | 0,32 % | Inguschetien, Nordossetien-Alanien                          |                         |
| Deutsche                  | 394.138     | 0,29 % | Altai (Region), Omsk, Nowosibirsk, Krasnojarsk, Kemerowo    |                         |
| Usbeken                   | 289.862     | 0,21 % | Moskau                                                      |                         |
| Tuwiner                   | 263.934     | 0,19 % | Tuwa                                                        |                         |
| Komi                      | 228.235     | 0,17 % | Komi                                                        | Syrjanen                |
| Karatschaier              | 218.403     | 0,16 % | Karatschai-Tscherkessien, Stawropol                         |                         |
| Sinti und Roma            | 204.958     | 0,15 % |                                                             |                         |
| Tadschiken                | 200.666     | 0,15 % | Moskau                                                      |                         |
| Kalmücken                 | 183.372     | 0,13 % | Kalmückien, Astrachan                                       |                         |
| Laken                     | 178.630     | 0,13 % | Dagestan                                                    |                         |
| Georgier                  | 157.803     | 0,11 % | Moskau, Krasnodar                                           |                         |
| Juden                     | 156.801     | 0,11 % | Moskau, Sankt Petersburg                                    |                         |
| Moldauer                  | 156.400     | 0,11 % |                                                             |                         |
| Koreaner                  | 153.156     | 0,11 % | Sachalin, Primorje                                          |                         |
| Tabassaranen              | 146.360     | 0,11 % | Dagestan                                                    |                         |
| Adyge                     | 124.835     | 0,09 % | Adygeja, Krasnodar                                          |                         |
| Balkaren                  | 112.924     | 0,08 % | Kabardino-Balkarien                                         |                         |
| Türken                    | 105.058     | 0,08 % | Rostow, Krasnodar, Kabardino-Balkarien, Stawropol           |                         |
| Nogaier                   | 103.660     | 0,08 % | Dagestan, Stawropol, Karatschai-Tscherkessien               |                         |
| Kirgisen                  | 103.422     | 0,08 % |                                                             |                         |
| Komi-Permjaken            | 94.456      | 0,07 % | Perm                                                        |                         |
| Altaier                   | 89.773      | 0,06 % | Altai (Republik)                                            |                         |
| Griechen                  | 85.640      | 0,06 % | Stawropol, Krasnodar                                        |                         |
| Tscherkessen              | 73.184      | 0,05 % | Karatschai-Tscherkessien                                    |                         |
| Chakassen                 | 72.959      | 0,05 % | Chakassien                                                  |                         |
| Karelier                  | 60.815      | 0,04 % | Karelien, Twer                                              |                         |
| Polen                     | 47.125      | 0,03 % |                                                             |                         |
| Nenzen                    | 44.640      | 0,03 % | Jamal-Nenzen, Nenzen                                        | Samojeden               |
| Abasinen                  | 43.341      | 0,03 % | Karatschai-Tscherkessien, Stawropol                         |                         |
| Jesiden                   | 40.586      | 0,03 % |                                                             |                         |
| Ewenken                   | 37.843      | 0,03 % | Sacha, Krasnojarsk, Chabarowsk                              | Tungusen                |
| Turkmenen                 | 36.885      | 0,03 % | Stawropol, Moskau, Astrachan                                |                         |
| Rutulen                   | 35.240      | 0,03 % | Dagestan                                                    |                         |
| Agulier                   | 34.160      | 0,02 % | Dagestan, Stawropol                                         |                         |
| Litauer                   | 31.377      | 0,02 % | Kaliningrad                                                 |                         |
| Chanten                   | 30.943      | 0,02 % | Chanten und Mansen, Jamal-Nenzen                            | Ostjaken                |
| Chinesen                  | 28.943      | 0,02 % | Moskau, Primorje, Chabarowsk                                |                         |
| Bulgaren                  | 24.038      | 0,02 % |                                                             |                         |
| Kurden                    | 23.232      | 0,01 % | Krasnodar, Adygeja, Saratow, Stawropol                      |                         |
| Ewenen                    | 22.383      | 0,01 % | Sacha, Magadan, Kamtschatka, Tschukotka, Chabarowsk         | Lamuten                 |
| Finnen                    | 20.267      | 0,01 % | Karelien, Leningrad (Oblast), Sankt Petersburg              |                         |
| Letten                    | 18.979      | 0,01 % |                                                             |                         |
| Esten                     | 17.875      | 0,01 % | Krasnojarsk, Omsk, Sankt Petersburg                         |                         |
| Tschuktschen              | 15.908      | 0,01 % | Tschukotka, Kamtschatka                                     |                         |
| Vietnamesen               | 13.954      | 0,01 % | Moskau                                                      |                         |
| Gagausen                  | 13.690      | 0,01 % | Chanten und Mansen, Moskau, Jamal-Nenzen                    |                         |
| Schoren                   | 12.888      | 0,01 % | Kemerowo, Chakassien                                        |                         |
| Zachuren                  | 12.769      | 0,01 % | Dagestan                                                    |                         |
| Mansen                    | 12.269      | 0,01 % | Chanten und Mansen                                          | Wogulen                 |
| Nanai                     | 12.003      | 0,01 % | Chabarowsk                                                  |                         |
| Abchasen                  | 11.249      | 0,01 % | Moskau, Krasnodar, Sankt Petersburg                         |                         |
| Assyrer                   | 11.084      | 0,01 % | Krasnodar, Moskau, Rostow                                   |                         |
| Araber                    | 9.583       | 0,01 % | Moskau, Sankt Petersburg                                    |                         |
| Nagaibaken                | 8.148       | 0,01 % | Tscheljabinsk                                               |                         |
| Korjaken                  | 7.953       | 0,01 % | Kamtschatka, Magadan                                        |                         |
| Dolganen                  | 7.885       | 0,01 % | Krasnojarsk, Sacha                                          |                         |
| Wepsen                    | 5.936       | 0,00 % | Karelien, Leningrad (Oblast)                                |                         |
| Paschtunen                | 5.350       | 0,00 % | Moskau                                                      |                         |
| Mescheten                 | 4.825       | 0,00 % | Kabardino-Balkarien, Rostow                                 |                         |
| Niwchen                   | 4.652       | 0,00 % | Chabarowsk, Sachalin                                        |                         |
| Udinen                    | 4.267       | 0,00 % | Rostow, Krasnodar                                           |                         |
| Inder                     | 4.058       | 0,00 % | Moskau                                                      |                         |
| Schapsughen               | 3.882       | 0,00 % | Krasnodar                                                   |                         |
| Perser                    | 3.696       | 0,00 % | Dagestan, Moskau, Kabardino-Balkarien                       |                         |
| Uiguren                   | 3.696       | 0,00 % |                                                             |                         |
| Selkupen                  | 3.649       | 0,00 % | Jamal-Nenzen, Tomsk                                         |                         |
| Sojoten                   | 3.608       | 0,00 % | Burjatien                                                   |                         |
| Serben                    | 3.510       | 0,00 % | Moskau                                                      |                         |
| Rumänen                   | 3.201       | 0,00 % |                                                             |                         |
| Itelmenen                 | 3.193       | 0,00 % | Kamtschatka, Magadan                                        |                         |
| Mongolen                  | 2.986       | 0,00 % | Moskau, Irkutsk, Burjatien                                  |                         |
| Kumandiner                | 2.892       | 0,00 % | Altai (Region), Altai (Republik), Kemerowo                  |                         |
| Magyaren (Ungarn)         | 2.781       | 0,00 % |                                                             |                         |
| Ultschen                  | 2.765       | 0,00 % | Chabarowsk                                                  |                         |
| Teleuten                  | 2.643       | 0,00 % | Kemerowo                                                    |                         |
| Talyschen                 | 2.529       | 0,00 % | Moskau, Sankt Petersburg                                    |                         |
| Krimtataren               | 2.449       | 0,00 % | Krasnodar                                                   |                         |
| Bessermenen               | 2.201       | 0,00 % | Udmurtien                                                   |                         |
| Hemşinli                  | 2.047       | 0,00 % | Krasnodar, Woronesch, Rostow                                |                         |
| Kamtschadalen             | 1.927       | 0,00 % | Kamtschatka, Magadan                                        |                         |
| Tschechen                 | 1.898       | 0,00 % | Krasnodar                                                   |                         |
| Samen                     | 1.771       | 0,00 % | Murmansk                                                    |                         |
| Dunganen                  | 1.651       | 0,00 % |                                                             |                         |
| Eskimos                   | 1.738       | 0,00 % | Tschukotka                                                  |                         |
| Jukagiren                 | 1.603       | 0,00 % | Sacha, Tschukotka                                           |                         |
| Taten                     | 1.585       | 0,00 % | Dagestan, Moskau, Stawropol                                 |                         |
| US-Amerikaner             | 1.572       | 0,00 % | Moskau, Sankt Petersburg                                    |                         |
| Udegen                    | 1.496       | 0,00 % | Primorje, Chabarowsk                                        |                         |
| Franzosen                 | 1.475       | 0,00 % | Moskau, Sankt Petersburg                                    |                         |
| Karakalpaken              | 1.466       | 0,00 % |                                                             |                         |
| Italiener                 | 1.370       | 0,00 % | Moskau, Sankt Petersburg                                    |                         |
| Keten                     | 1.219       | 0,00 % | Krasnojarsk                                                 |                         |
| Spanier                   | 1.162       | 0,00 % | Moskau                                                      |                         |
| Slowenen                  | 1.008       | 0,00 % |                                                             |                         |
| Tschuwanzen               | 1.002       | 0,00 % | Tschukotka                                                  |                         |
| Engländer                 | 950         | 0,00 % | Moskau, Sankt Petersburg                                    |                         |
| Japaner                   | 888         | 0,00 % | Sachalin, Moskau                                            |                         |
| Nganasanen                | 862         | 0,00 % | Krasnojarsk                                                 |                         |
| Bergjuden                 | 762         | 0,00 % | Dagestan, Moskau                                            |                         |
| Tofalaren                 | 762         | 0,00 % | Irkutsk                                                     |                         |
| Kubaner                   | 676         | 0,00 % | Moskau, Sankt Petersburg                                    |                         |
| Orotschen                 | 596         | 0,00 % | Chabarowsk, Magadan, Sachalin                               |                         |
| Negidalen                 | 513         | 0,00 % | Chabarowsk                                                  |                         |
| Pakistaner                | 507         | 0,00 % |                                                             |                         |
| Aleuten                   | 482         | 0,00 % | Kamtschatka                                                 |                         |
| Pamiri                    | 363         | 0,00 % |                                                             |                         |
| Tschulymer                | 355         | 0,00 % | Tomsk, Krasnojarsk                                          |                         |
| Mazedonier                | 325         | 0,00 % |                                                             |                         |
| Slowaken                  | 324         | 0,00 % | Moskau                                                      |                         |
| Kroaten                   | 304         | 0,00 % |                                                             |                         |
| Oroken (Ulta)             | 295         | 0,00 % | Sachalin                                                    |                         |
| Tasen                     | 274         | 0,00 % | Primorje                                                    |                         |
| Ischoren                  | 266         | 0,00 % | Leningrad (Oblast), Sankt Petersburg, Karelien              |                         |
| Bosniaken                 | 256         | 0,00 % |                                                             |                         |
| Enzen                     | 227         | 0,00 % | Krasnojarsk                                                 |                         |
| Russinen                  | 225         | 0,00 % |                                                             |                         |
| Karaimen                  | 205         | 0,00 % | Moskau, Sankt Petersburg                                    |                         |
| Montenegriner             | 181         | 0,00 % |                                                             |                         |
| Krimtschaken              | 90          | 0,00 % |                                                             |                         |
| Georgische Juden          | 78          | 0,00 % |                                                             |                         |
| Woten                     | 64          | 0,00 % |                                                             |                         |
| Mittelasiatische Zigeuner | 49          | 0,00 % | Kurgan                                                      |                         |
| Bucharische Juden         | 32          | 0,00 % |                                                             |                         |
| Kereken                   | 4           | 0,00 % |                                                             |                         |